# Modèle de choix de portefeuille
 (septembre 2009).
Si vous disposez d'ouvrages ou d'articles de référence ou si vous connaissez des sites web de qualité traitant du thème abordé ici, merci de compléter l'article en donnant les références utiles à sa vérifiabilité et en les liant à la section « Notes et références ».
Le modèle du choix de portefeuille est une référence conceptuelle élaborée par l'économiste et prix Nobel d'économie Harry Markowitz. Il a également été élaboré en collaboration avec l'économiste américain James Tobin.
Le modèle est aujourd'hui utilisé en relations financières pour expliquer les approches financières des taux de change.

## Concepts
Le modèle de choix de portefeuille d'Harry Markowitz prend la période contemporaine comme cadre de référence et donc d'analyse.
L'auteur considère que l'économie mondiale est représentée comme un ensemble d'actifs principalement monétaires et financiers. Les opérateurs ou agents économiques sont donc supposés échanger sur les marchés en respectant la règle de la maximisation de la rentabilité.
Ce calcul pourra s'effectuer mathématiquement par des méthodes simples, par exemple en effectuant des conditions de premiers ordres (dérivée) sur des fonctions d'utilités incorporant comme variables le budget, la monnaie, etc.
Cette relation une fois définie fait donc dépendre le taux de change, les offres et les demandes de monnaie. Dans ce modèle, la détermination du taux de change est expliquée par les évolutions relatives de la masse monétaire, du revenu réel et du taux d'intérêt réel ceteris paribus.
La répartition des portefeuilles entre risques et rendements sera ainsi la question systématique que devra se poser l'agent.
La question devra être posée dans trois secteurs principaux qui sont :
- la demande de monnaie ;
- l'offre de monnaie ;
- la détention nette d'actifs en devises étrangères.

## Conséquences
Les conséquences explicatives du modèle sont à comparer avec le modèle monétaire simple qui est expliqué en partie par le modèle Mundell Fleming ISLM. En effet, dans le cas du modèle monétaire, une augmentation de l'offre de monnaie intérieure entraîne une dépréciation de la monnaie. Une hausse du taux d'intérêt domestique entraîne aussi une dépréciation de la monnaie. En revanche, une hausse du revenu réel domestique provoquera une appréciation du taux de change en raison de l'augmentation d'encaisses réels.
À l'opposé le modèle de choix de portefeuille stipule qu'une hausse du taux d'intérêt domestique entraînera une appréciation de la monnaie en raison de la possibilité de diversifier son portefeuille. D'autre part, la hausse de l'offre de monnaie entraînera aussi une dépréciation du taux de change. Enfin la hausse du portefeuille de titres étrangers provoque une dépréciation du taux de change. Cependant, la hausse du revenu réel domestique demeure inconnue. 

## Controverses
Dans la pratique pure, le modèle de Markowitz est à relativiser car des vérifications empiriques sont difficiles à démontrer. En effet, il faudrait prendre en compte une substituabilité imparfaite entre les actifs financiers et mieux prendre en compte les interactions entre la sphère réelle et la sphère monétaire. Des pistes sont certainement envisageables du côté de John Maynard Keynes.
De plus, pour accepter de détenir des placements dans une monnaie étrangère, les investisseurs internationaux demandent une compensation pour le risque de change. Cette compensation donne lieu à une prime de risque qui a pour conséquence de rendre caduque la loi de la parité non couverte des taux d'intérêt.
En effet, les taux de rendement anticipés sur les placements en monnaie domestique et étrangère doivent être différents pour rémunérer le risque de change. 